# Harwood Heights
Harwood Heights és una vila dels Estats Units a l'estat d'Illinois. Segons el cens del 2000 tenia 8.297 habitants.

## Demografia
Segons el cens del 2000, Harwood Heights tenia 8.297 habitants, 3.505 habitatges, i 2.183 famílies. La densitat de població era de 3.906,7 habitants/km².
Dels 3.505 habitatges en un 23,5% hi vivien nens de menys de 18 anys, en un 47,3% hi vivien parelles casades, en un 10,8% dones solteres, i en un 37,7% no eren unitats familiars. En el 33,7% dels habitatges hi vivien persones soles el 16,5% de les quals corresponia a persones de 65 anys o més que vivien soles. El nombre mitjà de persones vivint en cada habitatge era de 2,37 i el nombre mitjà de persones que vivien en cada família era de 3,06.
Per edats la població es repartia de la següent manera: un 18,5% tenia menys de 18 anys, un 7,5% entre 18 i 24, un 28,1% entre 25 i 44, un 25,3% de 45 a 60 i un 20,6% 65 anys o més.
L'edat mediana era de 42 anys. Per cada 100 dones de 18 o més anys hi havia 86,6 homes.
La renda mediana per habitatge era de 43.288 $ i la renda mediana per família de 52.169 $. Els homes tenien una renda mediana de 40.329 $ mentre que les dones 29.552 $. La renda per capita de la població era de 22.558 $. Aproximadament el 4% de les famílies i el 4,6% de la població estaven per davall del llindar de pobresa.

## Poblacions properes
El següent diagrama mostra les poblacions més properes.